# Episodi di Riviera (seconda stagione)
La seconda stagione della serie televisiva Riviera, composta da dieci episodi, è stata resa disponibile nel Regno Unito il 23 maggio 2019 su Sky Box Sets e Now.
In Italia, la stagione è andata in onda in prima visione sul canale satellitare Sky Atlantic dal 3 al 31 luglio 2019.
| nº | Titolo originale | Pubblicazione UK | Prima TV Italia |
| -- | ---------------- | ---------------- | --------------- |
| 1  | Episode 1        | 23 maggio 2019   | 3 luglio 2019   |
| 2  | Episode 2        | 23 maggio 2019   | 3 luglio 2019   |
| 3  | Episode 3        | 23 maggio 2019   | 10 luglio 2019  |
| 4  | Episode 4        | 23 maggio 2019   | 10 luglio 2019  |
| 5  | Episode 5        | 23 maggio 2019   | 17 luglio 2019  |
| 6  | Episode 6        | 23 maggio 2019   | 17 luglio 2019  |
| 7  | Episode 7        | 23 maggio 2019   | 24 luglio 2019  |
| 8  | Episode 8        | 23 maggio 2019   | 24 luglio 2019  |
| 9  | Episode 9        | 23 maggio 2019   | 31 luglio 2019  |
| 10 | Episode 10       | 23 maggio 2019   | 31 luglio 2019  |

## Episode 1
- Diretto da: Hans Herbots
- Scritto da: Gabbie Asher

### Trama
Georgina si libera del cadavere di Adam, gettandolo in mare. La tempesta però è molto forte e la fa precipitare in acqua, dove la donna rivive momenti della propria infanzia in cui sua madre tentava di annegarla in piscina, sostenendo che incarnasse il male. A salvarla è uno yacht di passaggio, di proprietà di Daphne Eltham, di rientro dal viaggio di nozze. Georgina e Daphne entrano in sintonia, con la promessa di rivedersi a terra.
Rientrata a Villa Carmella, Georgina trova in camera sua un corvo appena portato da un fattorino. Sulla zampa dell'animale è legato un foglietto con scritto "Ho visto quello che hai fatto" e un numero di cellulare. Temendo che l'autore del messaggio sappia il suo segreto, Georgina si trova implicata in una caccia al tesoro che la conduce su un promontorio. Accompagnata in elicottero da Noah, un pilota che ha combattuto nell'esercito israeliano, Georgina scopre che il mittente del messaggio è Raoul, un artista legato da anni alla fondazione Clios. Raoul ha organizzato un'installazione artistica sul tema dell'Inferno. Georgina incontra Daphne, presente assieme al fratello Nico. Addentrandosi nell'opera, Georgina arriva in una sala in cui dentro una teca trova Raoul morto suicida.
Daphne contatta Georgina per avvisarla del ritrovamento della sua barca. Precipitatasi sul posto, Georgina pulisce le tracce di sangue e recupera le prove dell'omicidio, quali il coltello e i passaporti falsi. Daphne si accomiata da Georgina, sussurrandole all'orecchio di aver visto il passaporto, così la prossima volta che si vedranno potrà dirle se è Georgina Clios oppure Julie Carson. Sulla spiaggia Georgina brucia coltello e passaporti, osservata da una donna alla finestra della casa sulla scogliera. Nella stanza, a un letto, collegato ai macchinari c'è Constantine.

## Episode 2
- Diretto da: Hans Herbots
- Scritto da: Gabbie Asher

### Trama
Georgina riprende a lavorare come curatrice e ha intenzione di allestire una mostra della collezione Clios. Christos dirige il suo primo cda da amministratore delegato della Banca Clios, ma i consiglieri ne chiedono le dimissioni perché con le sue recenti azioni ha pregiudicato l'immagine della banca. Georgina tenta di salvare Christos proponendosi come addetta alle pubbliche relazioni della banca, ma la maggioranza dei consiglieri vota la sfiducia, compresa Irina. Anche Georgina riscontra i pregiudizi che circolano sul nome dei Clios quando si vede rifiutare nuovi acquisti per la sua rassegna. Allora si rivolge a Daphne, ottenendo di allestire la mostra in un antico forte. La donna che nasconde Constantine è Cassandra Eltham, madre di Daphne e Nico. All'improvviso Constantine si risveglia dal coma e Cassandra gli spiega che è stato ritrovato dal suo tuttofare dopo l'esplosione a bordo dello yacht.
Georgina fa la conoscenza di Cassandra, la cui residenza è nel terreno attiguo al forte, che la invita a cena. La polizia italiana, chiamata a indagare sulla morte di Raoul, ritiene ci siano elementi che facciano pensare all'omicidio dell'arista. I detective sospettano di Georgina, in ragione dei finanziamenti che l'artista ha ricevuto dai Clios e del fatto che è stata a lei a rinvenire il cadavere. Adriana chiede a Christos, per aiutarlo a tornare in pista dopo la sfiducia del cda, di gestire la tenuta che il padre le aveva dato in eredità. Christos partecipa a un'asta di cavalli e se ne aggiudica uno per 3900000 €, battendo un uomo che si rivela essere Raafi Al-Qadar, il marito di Daphne. Irina entra in possesso del cellulare di Adam, recuperato dall'auto parcheggiata al porto, in cui trova il messaggio di Georgina che gli dava appuntamento sulla barca. Noah chiede l'aiuto di Georgina per recuperare un quadro sottratto alla famiglia di sua madre. Cassandra racconta a Constantine di aver inscenato la sua morte per allontanare i nemici, quindi è opportuno che per il momento rimanga ancora nascosto da lei.
Georgina, Irina e Adriana partecipano alla cena nella tenuta degli Eltham. Lungo il tragitto Irina chiede conto a Georgina del messaggio sul cellulare di Adam. Georgina asserisce di averlo voluto incontrare per chiarire la tentata aggressione sessuale di Adam, episodio che Adriana aveva precedentemente riferito alla madre. Adriana scopre un'affinità con Nico, quando entrambi iniziano a distruggere gli oggetti antichi in camera sua. Cassandra acconsente a organizzare la mostra Clios nel forte. Georgina riceve una telefonata da suo zio che le comunica la morte di suo padre. Adriana però ricorda che Georgina le aveva detto che il padre era morto anni prima. Irina inizia a sospettare che Georgina non le abbia detto la verità sulla scomparsa di Adam.

## Episode 3
- Diretto da: Hans Herbots
- Scritto da: Matt Evans

### Trama
Irina e Adriana accompagnano Georgina negli Stati Uniti. A destinazione sono accolte da Jeff, lo zio materno di Georgina, che la aiuta a sbrigare le pratiche con le pompe funebri. Irina si reca a New York per allertare l'Interpol sulla scomparsa di Adam, riferendo che non ha più sue notizie da alcune settimane. Georgina spiega di aver detto che il padre era morto perché in pratica era come se lo fosse, avendo interrotto i rapporti da parecchio tempo. Al funerale Georgina riconosce al padre, pur tra i suoi difetti, di averla instradata nel mondo dell'arte. Irina e Adriana fanno ritorno a Montecarlo, con Georgina che si tratterrà negli Stati Uniti ancora qualche giorno. Sul volo di ritorno Irina conferma ad Adriana che Negrescu era suo padre, ma lei è e resterà sempre una Clios. Il cavallo di Christos vince la corsa all'ippodromo e Raafi gli propone di diventare socio della banca, acquistando il 10% delle azioni. Cassandra confessa a Constantine che Daphne e Nico sono figli suoi, mostrandogli la prima pagina di una rivista riguardante la sua morte.
Jeff consegna a Georgina gli effetti personali del padre, il quale ha trascorso i suoi ultimi giorni in carcere. Da quando è partita, Georgina continua a sognare la madre morente nel bosco vicino a una cascata. Quando legge alcune lettere scritte da suo padre, Georgina apprende una verità che lui e lo zio le hanno sempre nascosto. Rientrando nella casa della sua infanzia, Georgina rivive la notte in cui sua madre morì. La donna era schizofrenica e brandiva un coltello, farneticando che avrebbe dovuto uccidere la figlia perché in lei risiedeva il demonio. Il padre di Georgina è stato costretto ad accoltellare la moglie, impedendole di far del male a Georgina. Poi insieme sono andati nel bosco, dove l'hanno abbandonata a morire vicino alla cascata. Il mattino seguente la vita per Georgina e suo padre è ripresa come se non fosse accaduto nulla. Georgina passa alla cascata per dare l'ultimo saluto alla madre che, secondo Jeff, sarebbe orgogliosa di quello che è diventata. Al rientro a Villa Carmella Irina è accolta da Christos, il quale le fa conoscere Raafi per sottoporle la sua proposta. Irina è scettica su due questioni. Inanzittutto, con il 10% delle azioni Raafi diventerebbe socio di maggioranza. Inoltre, spesso dietro a ottime credibili si possono nascondere pericolosi inganni. Irina vuole fidarsi di Christos, sperando che questa decisione non abbia delle conseguenze. Mentre negli Stati Uniti le rose bianche gettate da Georgina affondano in acqua, a Montecarlo affiora in superficie la tela cerata in cui è avvolto il corpo di Adam.

## Episode 4
- Diretto da: Paul Norton Walker
- Scritto da: Steve Bailie

### Trama
Georgina chiude un accordo con il Louvre per la cessione di tre opere d'arte alla fondazione Clios. Noah, che la sta accompagnando nel viaggio, le spiega che il quadro rubato di cui le aveva chiesto era l'Astronomo di Vermeer e apparteneva ai suoi nonni, deportati ad Auschwitz nel 1943. Le autorità italiane hanno ritrovato la barca di Georgina al largo della Liguria, priva di elementi utili all'indagine, in quanto ripulita per essere venduta. Tuttavia, la comparsa di un nuovo testamento redatto ad Adam potrebbe cambiare le carte in tavola. Adriana va in carcere da Negrescu, puntualizzando di non voler più avere niente a che fare con lui e gli domanda se è coinvolto nella scomparsa di Adam, ma lui nega. Constantine ha saputo dell'inaugurazione della collezione Clios al forte, ma Cassandra ritiene che non sia l'occasione adatta per riapparire davanti alla famiglia.
Irina porta Georgina a festeggiare l'imminente inaugurazione, facendola incontrare con l'investigatore privato Martin Sinclair. Georgina afferma che Adam non si è mai presentato al loro appuntamento e che la barca le è stata regalata da Constantine. Irina le mostra il testamento di Adam, dove lei è stata nominata unica beneficiaria, facendo sembrare la sua sparizione alquanto sospetta. Georgina non sapeva dell'esistenza del testamento e abbandona il ristorante per andare a prendere lo zio Jeff in aeroporto, affidandolo alle cure di Noah mentre lei è impegnata in conferenza stampa. Sinclair comunica a Irina il ritrovamento di un corpo in mare, garantendo che al momento la polizia è tenuta all'oscuro della faccenda. Il cadavere si trova all'obitorio, però al polso portava l'orologio con dedica donato da Irina ad Adam. Constantine corrompe il maggiordomo di Cassandra per far consegnare un biglietto a Georgina.
All'inaugurazione Christos preannuncia la richiesta di dimissioni a due consiglieri anziani della banca, così da vendicare il voto di sfiducia ricevuto. Sophie, la fidanzata di Adriana, si ingelosisce nel vederla flirtare con Nico e mette in chiaro la sua posizione. Irina si presenta alla festa, furiosa quando Georgina non la nomina nel discorso e dice che Adam non è potuto venire. Georgina tenta di discolparsi, ma quando Irina le mostra l'orologio vuole che confessi l'omicidio. Georgina risponde che Adam è responsabile della morte di Costantine, aggiungendo il tentativo di stupro e la confessione del complesso di Edipo in punto di morte. A questo punto Irina mette Georgina di fronte alla scelta se farla arrestare e distruggere ciò che resta di sano della famiglia Clios. Irina è disposta a non denunciare il delitto, in cambio Georgina deve rinunciare alla successione testamentaria di Adam e a prendere il suo posto nel consiglio d'amministrazione, obbedendo a tutti i suoi ordini. Cassandra riceve dal maggiordomo il biglietto di Constantine, in cui scriveva di essere vivo e seguirlo perché l'avrebbe condotta da lui. Cassandra lascia il biglietto sul comodino di Constantine, chiudendolo a chiave nella stanza.

## Episode 5
- Diretto da: Paul Norton Walker
- Scritto da: Steve Bailie

### Trama
Georgina si risveglia nell’appartamento affittato da Noah a Nizza. Curiosando tra i suoi oggetti, trova un articolo su di lei e inizia a nutrire dei sospetti sulla spontaneità della nascente relazione. Noah le assicura che non è così, però mentre Georgina è distratta riceve una telefonata e conferma che presto la donna abboccherà al suo corteggiamento. Georgina e Noah volano a Londra per incontrare Geoffrey, un gallerista che li può aiutare a rintracciare l'Astronomo. Il medico di Constantine ha riscontrato problemi negli esami da approfondire in ospedale. Cassandra è assolutamente contraria a farlo uscire dalla residenza, temendo che possa entrare in contatto con i familiari. Irina entra in sintonia con Jeff, confidandogli di voler dichiarare Adam ufficialmente scomparso. Adriana festeggia il diciottesimo compleanno in discoteca. Christos e Sophie non vedono di buon occhio i palesi ammiccamenti di Nico verso di lei. Nico versa una sostanza nel bicchiere di Christos, che si fa portare da Raafi al pronto soccorso, dove scopre di aver assunto MDMA. Adriana torna a casa con Nico e trascorre la notte assieme a lui. Sophie, scoperto il tradimento, scrive nel biglietto di auguri che tra loro è finita.
Dopo aver ricevuto un indirizzo da una telefonata di Geoffrey, Georgina e Noah tornano a Nizza e si recano in un'abitazione dove trovano un anziano, all'epoca del furto collaborazionista con il governo di Vichy. L'uomo, un nazista mai pentito, si vanta di aver autenticato diverse opere per Hitler. Georgina si accorge da una fotografia dell'epoca che nell'immagine è rappresentata la villa degli Eltham. Daphne afferma di non essere a conoscenza del traffico di dipinti, ma perlustrando la residenza si scopre una stanza segreta contenente parecchi quadri, tra i quali l'Astronomo. Nel frattempo, Constantine riesce a fuggire dalla stanza e a barcollare nel bosco della tenuta Eltham. Molto debole, si trascina all'ingresso e osserva Georgina baciare Noah, sconfortato che la moglie lo abbia rimpiazzato. Constantine, caduto preda di un attacco epilettico, viene ritrovato dal maggiordomo e stavolta Cassandra non può opporsi al recupero ospedaliero. Adriana chiede a Negrescu di attivare i propri canali per ritrovare Adam. Tornata a Villa Carmella, Georgina è infastidita nel vedere Irina continuare a gironzolare attorno a suo zio. Congedata Irina, Jeff vuole che Georgina le spieghi cosa sta succedendo.

## Episode 6
- Diretto da: Paul Norton Walker
- Scritto da: Damian Wayling

### Trama
Georgina confessa a Jeff di aver ucciso Adam. Dapprima suo zio la difende, ma cambia completamente parere quando ammette di averlo invitato sulla barca con la chiara intenzione di eliminarlo. Irina si confessa con un prete, sperando di cancellare il dolore per la perdita del figlio, seppellito al cimitero senza lapide in quanto non identificato. Cassandra annuncia ai figli che ha improvvisamente deciso di partire per il weekend. Insospettito per il comportamento bizzarro della madre, Nico la segue e scopre che ha tenuto nascosto Constantine nella dépendance sulla scogliera. Cassandra è costretta a rivelare a Nico che Constantine è suo padre.
Georgina riceve la telefonata di Cassandra che vuole vederla al forte con urgenza. Per lei è arrivato il momento di apprendere che Constantine è vivo. Inizialmente scioccata, Georgina affronta a muso duro il marito che l'ha abbandonata a sistemare i suoi affari torbidi, ammettendo di aver commesso un'azione grave (l'omicidio di Adam) che però decide di non dirgli per non causargli ulteriori patemi. Jeff dice a Irina di aver saputo del segreto che lei e Georgina stanno nascondendo. Nico è costretto a lasciare Adriana, essendo emerso che è la sua sorellastra. Constantine ha una delle sue crisi ed è allettato nella stanza sulla scogliera. Nico chiede a Georgina e Cassandra di poter scambiare due parole con suo padre. Il giovane lo accusa di aver stroncato la promettente relazione che stava nascendo con Adriana, affermando di non riconoscerlo come padre perché in lui scorre il sangue degli Eltham. Nico inietta tutte le soluzioni contro l'epilessia nella flebo di Constantine, provocandogli un arresto cardiaco. Nico chiama Georgina e Cassandra, fingendosi sorpreso dall'improvvisa crisi del padre, e osservando Georgina tentare inutilmente di rianimarlo con il massaggio cardiaco.

## Episode 7
- Diretto da: Destiny Ekaragha
- Scritto da: Liz Lake

### Trama
La polizia italiana, che continua a brancolare nel buio sul caso della morte di Raoul, riconsegna il cadavere al compagno, Periklis. Al funerale Georgina nota gli strani sguardi lanciati da Nico Eltham, ma sembra non farci caso. Tornata al lavoro, viene informata che una cugina di Noah vanta una percentuale in caso di ritrovamento dell'Astronomo. Messo alle strette da Georgina, Noah le rivela che il suo vero nome è Daniel Attali. Noah era infatti un suo commilitone morto in battaglia, con cui si era ripromesso di recuperare il quadro una volta congedato. Inoltre, Daniel ha una moglie e una figlia che lo aspettano in Israele. Jeff accompagna Irina in visita alla tomba di Adam. La donna propone a Christos, con cui non ha veri rapporti da tempo, di organizzare un barbecue con tutta la famiglia per distendere gli animi. Cassandra vuole vendere il forte a Georgina.
Cassandra concorda con Nico di non far sapere a nessuno di Constantine, in particolare a Daphne. Nico però inizia a comportarsi in modo strano, al punto di chiedere a Raafi di procurargli un avvocato esperto in successioni. Disattenendo il patto con la madre, Nico rivela a Daphne che Constantine Clios era loro padre. Daphne lamenta di essere sempre all'oscuro dei numerosi segreti che stanno emergendo ultimamente sul conto della famiglia. Nico irrompe al barbecue dei Clios per comunicare loro che Constantine è suo padre e lo potrà dimostrare grazie al test del DNA. Irina e Christos attribuiscono le sue parole alle farneticazioni di un aristocratico inglese viziato che vuole appropriarsi del loro patrimonio. Adriana invece lo prende sul serio e dichiara di essere figlia di Negrescu, accorgendosi che se lo avesse detto a Nico avrebbero potuto continuare la loro relazione, non essendo fratellastri. Georgina ha fondati sospetti che Nico abbia commesso l'omicidio di Raoul, poiché sulla giacca porta lo spillone appartenuto all'artista e che Periklis affermava di non aver più trovato. Aggiungendo l'improvviso interesse del giovane verso Constantine, tanto da aver voluto visitare la sua stanza, Georgina ritiene che Nico possa aver a che fare anche con la morte del marito. Georgina formula le sue accuse al diretto interessato, il quale non nega e la sfida a incastrarlo.

## Episode 8
- Diretto da: Destiny Ekaragha
- Scritto da: Matt Evans

### Trama
Georgina tenta di interrompere le ostilità con Nico, offrendogli in comodato gratuito il primo quadro acquistato da Constantine. Incassato un secco rifiuto, Georgina chiede a Christos di rintracciare il contatto che gli rinforniva la droga, in quanto è probabile che Nico abbia acquistato MDMA e il sedativo somministrato a Constantine dallo stesso pusher. Christos ottiene il nome di un certo Enzo, a cui Jeff riesce a sottrarre il cellulare dopo che l'uomo si era rifiutato di parlare con loro. Quando apprende che dietro c'è il nome di Negrescu, Jeff si chiama fuori e consiglia a Georgina di fare altrettanto. Le famiglie Clios ed Eltham si riuniscono per cercare un accordo che risolva la delicata questione ereditaria. Nico invita Georgina a mettere al corrente i propri congiunti di quello che sa su Constantine. Georgina è quindi costretta a rivelare a Irina e ai ragazzi di aver visto Constantine ancora vivo, ma l'improvviso aggravarsi delle sue condizioni le ha impedito di farglielo sapere prima che morisse. Nico avverte i Clios di essere pronto a denunciare che la morte di Constantine è avvenuta in territorio francese, il che significa che lui e Daphne possono accedere all'asse ereditario alla pari con loro. Christos offre a Nico e Daphne un accordo non negoziabile, 20000000 € e il 5% delle azioni della Clios Bank senza diritto di voto. Gli Eltham accettano.
Intenzionata a battere fino in fondo la pista della droga, Georgina non può fare a meno dell'aiuto di Negrescu. Per questa ragione presenta istanza in tribunale per la sua scarcerazione, diventandone la garante della cauzione. Georgina sistema Negrescu in una villa appartata, avvertendolo che al primo passo falso tornerà in cella. Adriana rivela a Nico che Constantine non è suo padre, quindi possono riprendere la loro storia d'amore. Christos invita Nico in barca, chiedendogli di poter visitare la tomba di Constantine, e suggellando la loro fratellanza. Georgina osserva con delusione il riavvicinamento tra Adriana e Nico, il quale si è intrufolato nella loro famiglia. Negrescu sfugge al controllo della guardia del corpo messagli alle costole da Georgina per osservare Irina mentre dorme.

## Episode 9
- Diretto da: Hans Herbots
- Scritto da: Matt Evans

### Trama
Irina trova la piscina sporca di sangue e teme sia il messaggio di qualcuno che ha saputo di Adam. Sguinzagliando i suoi uomini, Negrescu è riuscito a rintracciare Enzo. L'uomo racconta a Georgina di essere stato drogato da Nico con il Fentanyl, lo stesso farmaco poi utilizzato su Raoul e Constantine, e di aver firmato con Raafi un accordo di riservatezza sull'accaduto. Nico chiede ad Adriana di sposarlo e la ragazza, innamorata cotta dell'affascinante Eltham, accetta. Nico ne dà immediatamente notizia a Cassandra e Daphne, liete che Nico voglia sistemarsi e che si cementi la relazione con i Clios. Georgina vola a Milano per avvertire la polizia italiana di avere un informatore promettente sul caso della morte di Raoul. Rientrata a Villa Carmella, Georgina trova la famiglia riunita e Adriana annuncia la proposta ricevuta da Nico. Irina dà la sua benedizione alle nozze, benché faccia capire alla figlia il suo scetticismo circa quest'unione.
Il giorno seguente il cadavere di un uomo viene rinvenuto nello stagno delle scuderie. Christos e Adriana sono in agitazione, poiché la polizia ha lasciato trapelare che si tratta di un uomo bianco più o meno della stessa età di Adam. Irina è altrettanto inquieta, essendo l'unica a conoscere una verità che non può confessare. Negrescu fa sequestrare Nico, il quale è disposto anche a morire pur di stare con sua figlia Adriana. Georgina attende inutilmente l'arrivo di Enzo, il quale doveva passare le proprie informazioni alla polizia italiana. La polizia informa i Clios che il cadavere trovato nello stagno aveva i documenti di Enzo. Adriana corre ad avvertire Irina, allontanatasi per la troppa pressione, e in casa sua trova la borsa contenente l'orologio appartenuto ad Adam. Georgina accusa Negrescu di aver violato i patti e si ferisce autocolpendosi allo specchio, così da incolparlo e farlo tornare in carcere.
Adriana raggiunge la madre nella cattedrale, mostrandole l'orologio di Adam al polso e pretendendo di sapere la verità. Irina insegue Adriana al piano superiore della chiesa, dopo che le era stato impedito di andarsene dall'arrivo di un gruppo di turisti. Irina ammette che Adam è stato ucciso, ma è suo compito proteggerla e quindi non può dirle la verità. Furiosa, Adriana spinge la madre verso una finestra che si infrange e fa precipitare Irina.

## Episode 10
- Diretto da: Hans Herbots
- Scritto da: Gabbie Asher

### Trama
Irina viene sottoposta ad un delicato intervento al cervello ed è in coma farmacologico, i medici sono poco ottimisti sulle sue condizioni. Negrescu viene prelevato da due agenti di polizia, in realtà suoi uomini, che uccidono la guardia del corpo di Georgina e gli restituiscono la libertà. Georgina tenta di mettersi in contatto con Adriana, la quale si è rifugiata dagli Eltham. Georgina va a prelevarla per accompagnarla in ospedale e darle modo di salutare, forse per l'ultima volta, sua madre. I dottori comunicano a Georgina, Christos e Adriana che non ci sono più speranze che Irina si possa risvegliare. Adriana confessa a Georgina di essere stata lei a spingere la madre, infuriata per non averle detto della morte di Adam. Georgina lascia un messaggio nella segreteria telefonica di Jeff, in viaggio verso New York, dove afferma di non riuscire più a tenere il segreto sull'aver ucciso Adam. Georgina cancella il messaggio, però non si accorge della presenza di Christos che l'ha ascoltata. Daphne chiede a Nico se è stato lui a uccidere Raoul e il fratello ammette di essere responsabile dell'omicidio.
Con la scusa di accompagnarla dall'avvocato a sbrigare alcune pratiche relative alla madre, Christos conduce Georgina in un posto isolato dentro la riserva naturale. Qui le annuncia che ha scoperto la verità sulla morte di Adam, accusandola di aver portato distruzione nella sua famiglia. Tuttavia, non intende muoverle causa perché sa benissimo che, con i suoi modi affabili e l'aria da giovane donna di mondo, Georgina ne uscirebbe indenne. Christos pretende che non metta più piede a Villa Carmella e che rinunci al cognome Clios. Georgina accetta le condizioni del figliastro, puntualizzando però che non è lei ad aver creato tutto il caos in cui si sono trovati. Georgina si reca sulla spiaggia della scogliera per confessare ad Adriana di essere stata lei a uccidere Adam. Georgina tenta di affogare Adriana, esattamente come fece sua madre con lei, ma non vuole macchiarsi di un altro delitto e la lascia andare. Nel fuggire, Adriana afferma che effettivamente in Georgina c'è un lato diabolico.
Georgina va al forte, dove, tramite una molotov, incendia tutti i quadri della Fondazione Clios. In ospedale i macchinari decretano la morte di Irina. Christos è a Villa Carmella, affranto per il dolore e preoccupato dal dover diventare il capofamiglia. Osservando il fuoco intorno a sé, Georgina si rende conto che la sua natura maligna, tenuta nascosta per tutti questi anni, alla fine è nuovamente affiorata.